# アサコ
アサコ（12月5日 - ）は、日本の女性声優。埼玉県出身。
かつてはアプトプロに所属していたが、退所後の声優活動は確認できてない。

## 出演
太字はメインキャラクター。

### テレビアニメ
- 松本零士「オズマ」（2012年、カーラ）
- 団地ともお（2013年 - 2015年、根津ユキオ[1]）
- 幸腹グラフィティ（2015年、おばさん）

### OVA
- 片翼のクロノスギア（2012年、生徒）

### 劇場アニメ
- 大きい1年生と小さな2年生（2014年、三年生A）
- 風のように（2016年、サブ[2]）

### Webアニメ
- ニンジャスレイヤー フロムアニメイシヨン（2015年、老婆）

### 吹き替え
- ザ・トーナメント（リサ）
- SOLOMON KANE（ソロモン〈子ども時代〉、魔術師の老婆 他）

### ドラマCD
- 憂鬱な朝3（女店員）
- C3 -シーキューブ-特典ドラマCD 5（中年女性、女子大生）
- 星刻の竜騎士（女子生徒）
- バカとテストと召喚獣（女性客）
- ニンジャスレイヤー キョート・ヘル・オン・アース【上】【ドラマCD付特装版】（老婆）

### その他
- オーディオドラマ「まおゆう魔王勇者 外伝～砂丘の国の弓使い～」（物売りの女性）
- 八景島シーパラダイス ジンベイザメ紹介PV
- オーディオドラマ「武装中学生」 ヒカリ編 第二話【ともだちの気持ち】（倉田 桂）
- iPhoneアプリ「genomirai7」（噂好きな40代女性/活発な20代女性）